# Амірхоссейн Махмуді
Амірхоссейн Махмуді (народився 15 вересня 1993 року) — іранський музикант, композитор, аранжувальник, скрипаль і співак. Його невербальний стиль - це поєднання традиційної іранської музики та поп-музики. Він отримав першу премію на 58-му Міжнародному конкурсі імені Паганіні в Китаї.

## Життєпис
Він співає в родинних колах і шкільні гімни з дитинства, і всюди, де тільки можна, і майже кожен, хто бачив мене, сказав би моїм батькам, що ця дитина талановита, і нехай вона серйозніше займається музикою, що неодмінно вийде; І це був початок моїх художніх пошуків. Він Скрипка - це складно і вимагає багато часу і практики, але я не почав грати на скрипці в молодому віці! І я почав вчитися на скрипці в 17 років, але з великою щоденною практикою, що дозволило мені легко виконувати всі ряди та важкі твори іранської музики за два роки.
Його спеціальність була середньою математично-фізичною школою, і після вступного іспиту я вивчав промислове інженерство в університеті Бараджина в Казвіні, але оскільки мене цікавила інженерія, я знову склав вступний іспит і продовжив навчання на інженері. Звичайно, за цей період моя музична діяльність сильно розширилася, я працював з багатьма колективами і був керівником багатьох груп, що ускладнювало мені навчання; Після знайомства з Fereydoun Asraei я поїхав до Казвіна і приїздив до Тегерана на багато концертів. Тому я вирішив жити в Тегерані і триматися подалі від сім’ї та друзів.

## Кар'єра
Він не помиляється, мені було 20 чи 21 рік, коли я був на великих концертах з моїм дорогим Ферейдуном Асраєм, і я думаю, що я був наймолодшим скрипалем в Ірані, який був солістом таких чудових виступів.
І через три роки я став диригентом Fereydoun Asraei Orchestra. Наших виступів було так багато, що рух із Казвіна в Тегеран був занадто великим, і мені довелося жити в Тегерані. Він На жаль, я не бачу хорошої ситуації для поп-музики; Композитори, які мало вчаться в музичній сфері і складають пісні для відомих співаків, які мають великий вплив на тип музики, яку чує народ; З іншого боку, критерій друзів аранжувальника та композитора полягає лише в тому, щоб створити щось, що приверне увагу людей, і тому вони намагаються створювати пісні найпростішим способом і складати прості пісні, щоб люди могли зробіть це швидше. Цю мелодію треба зберегти, і це змусило нас сьогодні слухати музику, яка стала хітом, але не має музичної цінності; Я пропоную своїм друзям створювати твори, які мають музичне навантаження і тривають стільки, скільки ми мали в минулому в іранській поп-музиці.